# Aspelta
Aspelta est roi de Napata entre 593 et 568 avant notre ère. Il est le second fils de Senkamenisken et le frère d’Anlamani. Son règne est le plus connu de ceux des rois de Napata. Il a laissé lui-même de nombreuses traces mais ses ennemis, les égyptiens saïtes, ont aussi légué des informations sur ce souverain.

## Biographie
Un premier texte fait état de son intronisation et de son courronnement devant une assemblée près de Gebel Barkal. Après consultation d'Amon, Aspelta est désigné élu comme descendant des « sœurs royales ». Il y reçoit les insignes royaux et est acclamé par l'armée.
La seconde stèle, de l'an 3 de son règne, est conservée au Musée du Louvre et est un procès-berbal de l'investiture d'une princesse en tant que prêtresse.
Une stèle découverte ultérieurement présente le service mortuaire en commémoration de Khaliut, le fils de Piânkhy, longtemps après sa mort.
Enfin, une dernière stèle attribuée à Aspelta est généralement remise en doute. Les noms des rois y ont été effacés, pratiquant une damnatio memoriae. Le texte rapporte l'exclusion de plusieurs membres d'une familles du temple d'Amon de Napata car ils projetaient un meurtre. Ils auraient été condamné et brûlés.
En -592, le pharaon égyptien Psammétique II (XXVIe dynastie), pour s’affirmer dans son pays, va mener campagne en Nubie. Aspelta avait réussi à s’implanter en Haute-Égypte, chose plus vue depuis les Pharaons noirs. L’invasion de Psammétique est foudroyante. Napata est livrée au pillage et les statues des rois de Napata sont mises à bas. Aspelta décide de déplacer la capitale à Méroé. Les rois continueront à être couronnés à Napata.
Il est enterré dans une riche tombe pyramidale à Nouri, en face du Gebel Barkal.